# Psychose réactive brève
 Mise en garde médicale
Une psychose réactive brève (PRB), connue selon le DSM IV-TR en tant que « trouble psychotique bref lié à un ou plusieurs événements stressants », désigne le terme psychiatrique d'une psychose qui peut être déclenchée à la suite d'un ou plusieurs événements stressants liés à la vie ou à l'entourage. Une telle psychose peut durer, selon l'individu qui le subit, d'une journée à quelques mois seulement, et être marquée par des délires, des troubles du langage et des hallucinations, pour finalement revenir à un fonctionnement cognitif normal.

## Histoire
Elle était auparavant connue sous le terme de « psychose hystérique ».
L'amok en Malaisie peut être considéré comme une forme violente de psychose réactive brève. 
Otto Fenichel note la manière dont de telles psychoses se sont développées davantage durant la Seconde Guerre mondiale que durant la première.

## Symptômes
Une psychose réactive brève suit généralement un événement reconnaissable et traumatisant comme le divorce ou la précarité, mais elle peut être également déclenchée par une expérience subjective qui peut apparaître catastrophique pour l'individu concerné. Parmi de tels événements peuvent être inclus le décès d'un être cher, une perte d'activité professionnelle (perte d'un emploi ou inactivité professionnelle à long terme), ou un changement important dans la vie d'un individu, comme une séparation entre membres de famille à la suite d'un divorce, etc.Il faut souligner que ces derniers ne sont en aucun cas impliqués dans une liste exhaustive d'événements stressants liés à la vie, car malgré le fait qu'ils puissent déclencher une psychose réactive brève, ils tendent à affecter différemment la nature psychologique des individus.[pas clair]
La PRB peut se déclencher chez un patient atteint de trouble psychiatrique chronique mais seul le temps déterminera si ce trouble est à court ou long terme.

## Traitements
La condition peut partir d'elle-même après une période de quelques semaines à quelques mois. Il est impératif d'empêcher les patients de se blesser ou de blesser leur entourage pendant leur épisode psychotique. Ronald Laing répète qu'il peut s'agir d'un « procédé naturel de guérison (mais je ne m'avance pas sur cette suggestion). »